# Ґуммівський університет
Ґуммівський університет (яп. 群馬大学, ぐんま だいがく; англ. Gunma University) — державний університет у Японії. Розташований за адресою: префектура Ґумма, місто Маебасі, квартал Арамакі 4-2. Відкритий у 1949 році. Скорочена назва — Ґун-дай (яп. 群大, ぐんだい).

## Факультети
- Педагогічний факультет (яп. 教育学部)
- Соціологічно-інформаційний факультет (яп. 社会情報学部)
- Медичний факультет (яп. 医学部)
- Інженерно-технічний факультет (яп. 工学部)

## Аспірантура
- Педагогічна аспірантура (яп. 教育学研究科)
- Соціологічно-інформаційна аспірантура (яп. 社会情報学研究科)
- Аспірантура медичних наук (яп. 医学系研究科)
- Інженерно-технічна аспірантура (яп. 工学研究科)